# Тазырачево
Тазырачево — упразднённая деревня в Тегульдетском районе Томской области России. Входила в состав Берегаевского сельского поселения. Упразднена в 2004 году.

## География
Деревня располагалась на правом берегу реки Чулым, в 5 км (по прямой) к северо-востоку от поселка Берегаево.

## История
Основана в 1846 году. По данным на 1926 год деревня Тазырачева состояла из 23 хозяйств, основное население — татары. В административном отношении являлась центром Тазырачевского сельсовета Зырянского района Томского округа Сибирского края.
Постановлением Томской облдумы от 30 сентября 2004 года № 1490 деревня Тазырачево исключена из учётных данных.

## Население
| 1926 | 1939 | 1959 | 1970 | 1979 | 1989 | 2002 |
| ---- | ---- | ---- | ---- | ---- | ---- | ---- |
| 106  | ↗152 | ↗175 | ↘90  | ↘50  | ↘0   | →0   |